# Paradise Now
Paradise Now (arabiska: الجنة الآن) är nederländsk/israelisk/tysk/fransk film från 2005 i regi av Hany Abu-Assad. Filmen handlar om två palestinska män som förbereder sig för en självmordsattack i Israel. Filmen belönades med en Golden Globe Award för bästa utländska film och var även nominerad till en Oscar i samma kategori.